# 張國柱 (演員)
張國柱（1948年10月17日—），為台灣資深演員，出生於浙江餘姚。

## 生平
張國柱畢業於國立臺灣師範大學體育系，曾任頭城高中體育老師，師大體育系畢業後與同班同學趙欣然結婚，育有張翰、張震二子，後因婚外情與趙欣然離異。60歲時與小他23歲的女友阿May在西班牙完婚。
1977年進入電影界；1979年與胡慧中參演屠忠訓電影《歡顏》而成名。近作有中視電視劇《白色巨塔》，並偶爾在一些偶像劇裡客串。其子張翰、張震均為電影演員。曾憑《牯嶺街少年殺人事件》一片與兒子張震同時入圍第廿八屆金馬獎最佳男主角獎。
2007年第四十二屆電視金鐘獎戲劇節目男配角獎，因評審委員發現製作「揭曉封」過程發生誤差，將分數極為接近的張國柱及張嘉年（太保）兩人混淆，對於此次的誤失，評審團為彌補此一誤差並肯定張國柱的表現，向主辦單位行政院新聞局爭取到由張嘉年（太保）及張國柱並列金鐘獎戲劇節目男配角獎得主，後來對此一美麗的誤會，張國柱表現風度並無怨言，將獎金十萬元捐給家庭扶助中心。

## 戲劇演出

### 電影
| 首映   | 片名                     | 飾演       | 導演           |
| 1979年 | 歡顏                     |            | 屠忠訓         |
| 1979年 | 蝶變                     | 沈青       | 徐克           |
| 1981年 | 愛殺                     |            | 譚家明         |
| 1983年 | 表錯七日情               | 雷繼持     | 張堅庭         |
| 1984年 | 唐朝豪放女               | 歐陽鑄劍   | 方令正         |
| 1984年 | 君子好逑                 |            | 林嶺東         |
| 1984年 | 愛奴新傳                 |            | 楚原           |
| 1985年 | 現代豪放女               | 馬裕章     | 楊權           |
| 1985年 | 唐朝綺麗男               |            | 邱剛健         |
| 1986年 | 暗夜                     | 葉原       | 但漢章         |
| 1986年 | 八二三炮戰               |            | 丁善璽         |
| 1991年 | 火燒島                   | 淼生       | 朱延平         |
| 1991年 | 牯嶺街少年殺人事件       | 張舉       | 楊德昌         |
| 1992年 | 絕代雙驕                 | 江別鶴     | 曾志偉         |
| 1993年 | 新流星蝴蝶劍             |            | 麥當傑         |
| 1993年 | 那個少女不多情之脫的疑惑 | Jean之父   | 陳榮照         |
| 1994年 | 笑林小子(卜派小子        | 四毛之父   | 朱延平         |
| 1996年 | 麻將                     | Winston·陳 | 楊德昌         |
| 2001年 | 野獸之瞳                 | 賀沖父親   | 梁柏堅         |
| 2008年 | 彈道                     | 方正北     | 劉國昌         |
| 2009年 | 藍色矢車菊               | 聶明思     | 陳銘章         |
| 2011年 | 奮鬥                     | 徐志森     | 馬偉豪         |
| 2011年 | 殺手歐陽盆栽             | 全叔       | 李豐博、尹志文 |
| 2011年 | 酒徒                     | 老劉       | 黃國兆         |
| 2012年 | 下一個奇跡               | 梁父       | 卓立           |
| 2014年 | 痞子英雄2：黎明再起      | 藍耀明     | 蔡岳勳         |
| 2016年 | 寒戰II                   | 蔡元祺     | 陸劍青、梁樂民 |
| 2016年 | 終極勝利                 | 張院長     | 冼杞然         |
| 2016年 | 泡沫之夏                 | 歐辰父     | 賴俊羽         |
| 2017年 | 喜歡·你                  | 路晋父     | 許宏宇         |
| 2017年 | 夏天19歲的肖像           | 夏坤       | 張榮吉         |
| 2017年 | 心理罪                   | 喬教授     | 謝東燊         |
| 2018年 | 現場直播(網絡電影)       | 黄道明     | 錢永健         |
| 2020年 | 喜寶 (電影)              | 勖存姿     | 王丹陽         |
| 2023年 | 极寒之城                 |            |                |
| 待上映 | 老傢伙們                 |            |                |

### 電視劇
| 年份   | 首播頻道             | 劇名                                   | 角色           |
| 1986年 | 台視                 | 《楊貴妃傳奇》                         | 安祿山         |
| 1987年 | 台視                 | 《搭错线》                             |                |
| 1988年 | 華視                 | 《掌聲響起》                           | 周雄           |
| 1994年 | 華視                 | 《包青天》第41單元《五鼠鬧東京》       | 鑽天鼠盧方     |
| 1999年 | 大愛                 | 《生命的微笑》                         | 黃沁柏         |
| 2002年 | 華視                 | 《流星花園Ⅱ》                          | 西門父         |
| 2003年 | 大愛                 | 《大林春暖》                           | 林俊龍         |
| 2004年 | 華視                 | 《候鳥e人》                            | 李鏡白         |
| 2004年 | 華視                 | 《戰神》                               | 崇之           |
| 2004年 | 台視、東森           | 《求婚事務所》第五單元《致命的吸引力》 | 鎮宇           |
| 2004年 | 八大                 | 《斗鱼2》                              | 胡自成         |
| 2005年 | 台視                 | 《風中戰士》                           | 李穹           |
| 2006年 | 中視                 | 《白色巨塔》                           | 徐大明         |
| 2008年 | 民視                 | 《花之戀》                             | 琉璃藝術家     |
| 2010年 | 民視                 | 《泡沫之夏》                           | 西蒙           |
| 2013年 | 三立都會台           | 《兩個爸爸》                           | 唐耀群         |
| 2015年 | 優酷                 | 《孤独的美食家》                       | 李伯男         |
| 2015年 | 愛奇藝               | 《澀世紀傳說》                         | 東方烈、東方豪 |
| 2015年 | 深圳衛視、黑龍江衛視 | 《最佳前男友》                         | 李成睿         |
| 2017年 | 北京衛視、浙江衛視   | 《深夜食堂》                           | 莫華           |
| 2017年 | 浙江衛視             | 《漂洋过海来看你》                     | 唐泰           |
| 2018年 |                      | 《繼承者計劃》(網絡劇)                 | 九叔           |
| 2018年 | 芒果TV               | 《如若巴黎不快樂》                     | 钟利涛         |
| 2018年 | 東方衛視             | 《你和我的傾城時光》                   | 厲仲明         |
| 2019年 | 北京衛視             | 《時間都知道》                         | 易老爺子       |
| 2020年 |                      | 《唐人街探案》(網絡劇)                 | 老魚           |
| 2020年 | 北京衛視             | 《風聲》                               | 顧民章         |

## 音樂錄影帶
- 1996年 蔡琴-被遺忘的時光
- 2003年 張惠妹-勇敢

## 獲獎紀錄
| 年份   | 頒獎典禮     | 獎項           | 影片                   | 結果                 |
| ------ | ------------ | -------------- | ---------------------- | -------------------- |
| 1991年 | 第28屆金馬獎 | 最佳男主角獎   | 《牯嶺街少年殺人事件》 | 提名                 |
| 2007年 | 第42屆金鐘獎 | 戲劇節目男配角 | 《白色巨塔》 – 徐大明  | 獲獎與張嘉年（太保） |
| 2013年 | 2013華劇大賞 | 最佳師奶殺手獎 | 《兩個爸爸》           | 提名（最後五強）     |

## 廣告代言
- 2008年 嘉裕西服，與其子張翰合拍

## 外部連結
- 張國柱的新浪微博
- 張國柱在互联网电影资料库（IMDb）上的資料（英文）
- 張國柱在香港影庫上的簡介
- 張國柱在时光网上的簡介（简体中文）
- 張國柱在豆瓣上的资料（简体中文）
- 張國柱在台灣電影網上的資料（繁體中文）